# Kanton Toulouse-9
Kanton Toulouse-9 (francouzsky Canton de Toulouse-9) je francouzský kanton v departementu Haute-Garonne v regionu Midi-Pyrénées. Tvoří ho dvě obce.

## Obce kantonu
- Ramonville-Saint-Agne
- Toulouse (čtvrtě La Terrasse, Montaudran, Pont des Demoiselles, Route de Revel a Sauzelong)